# Jiří Skalák
Jiří Skalák (Pardubice, 12 de março de 1992) é um futebolista profissional checo que atua como atacante.

## Carreira
Jiří Skalák fez parte do elenco da Seleção Tcheca de Futebol da Eurocopa de 2016.

## Títulos
Brighton & Hove Albion
- EFL Championship: Vice - 2016–17